# Eogyrinidae
Famille
Les Eogyrinidae forment une famille éteinte de grands tétrapodes à long corps qui vivaient dans les rivières de la période du Carbonifère supérieur.

## Liste des genres
Selon BioLib (17 août 2019) :
- genre Diplovertebron Frič, 1879 †
- genre Eogyrinus Watson, 1926 †

Selon Paleobiology Database (17 août 2019) :
- genre Aversor
- genre Calligenethlon
- genre Carbonoherpeton
- genre Diplovertebron
- genre Leptophractus
- genre Neopteroplax
- genre Nummulosaurus
- genre Palaeoherpeton
- genre Pholiderpeton
- genre Pteroplax

## Galerie

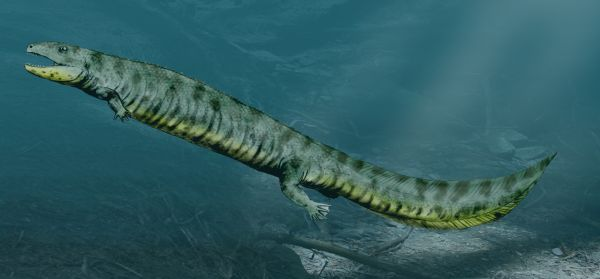
Pholiderpeton scutigerum
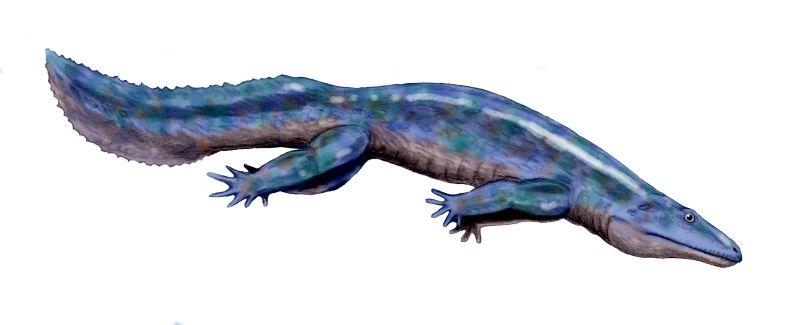
Diplovertebron punctatum
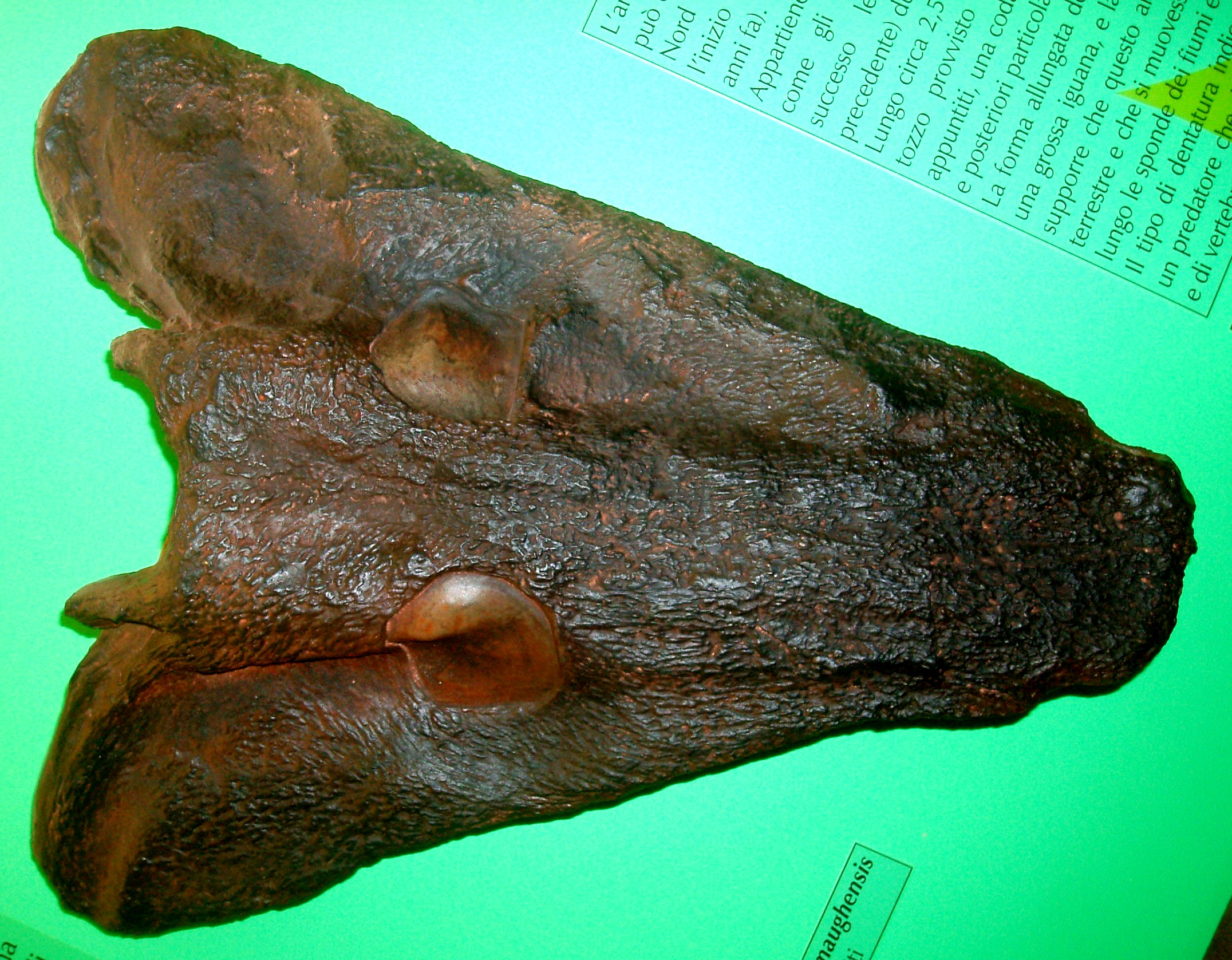
Neopteroplax conemaughensis
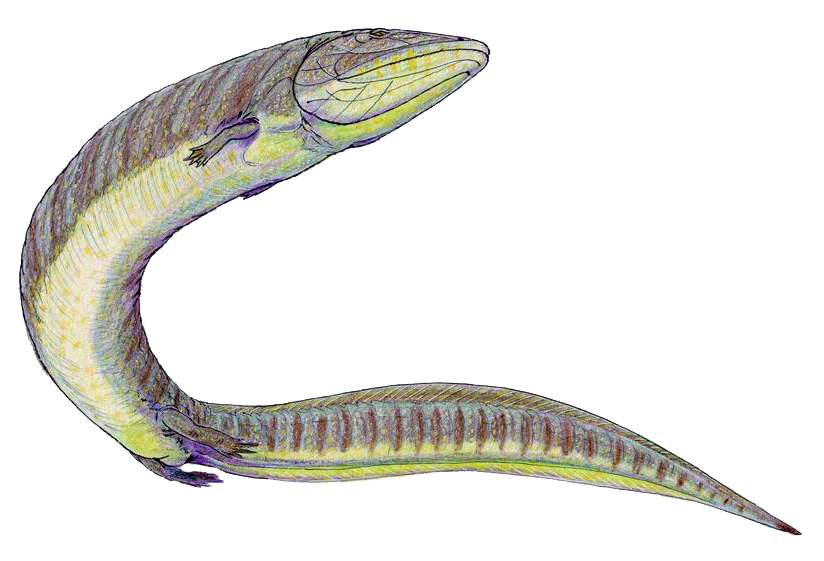
Pteroplax conutus